# Írott-kő
węg. Írott-kő, niem. Geschriebenstein ([ ɡəˈʃʀiːbn̩ˌʃtaɪ̯n]ⓘ; obydwie nazwy znaczą "Zapisana góra/kamień") - najwyższy szczyt Wzgórz Kőszeg, na granicy Węgier i Austrii.